# Susanne Regel
Susanne Regel (Friburgo de Brisgovia, 9 de septiembre de 1974) es una oboísta y profesora alemana, catedrática de oboe en sus variantes históricas en la Escuela Superior de Música de Trossingen. También se ha desempeñado como músico de orquesta y como solista en diversos festivales tanto nacionales como internacionales. Sus especialidades son el oboe barroco, el clásico y el romántico.

## Formación académica
En su infancia, en un primer acercamiento a los instrumentos de viento de madera, inició una intensiva formación en flauta dulce, oboe moderno y oboes antiguos. 
En 1993, siendo la participante más joven en el concurso internacional “Alte Musik” (“Música antigua”) que se llevó a cabo en Brujas, alcanza Regel el puesto de semifinalista. En 1995, después de finalizar sus estudios de secundaria, ingresa al reconocido ensamble “Musica Antiqua Köln” Reinhard Goebel. Los logros alcanzados en el 2001 incluyen el grado con excelencia de sus estudios en oboe antiguo como discípula oboísta Ku Ebbinge y estudios en el Conservatorio Real de La Haya bajo la dirección de Sebastien Marc Royal. 

## Actividad docente
Dicta clases de oboe en la Escuela Superior de Música de Karlsruhe y en la Escuela Superior de Música de Trossingen. Además dicta clases magistrales en
Essen, Minsk, San Petersburgo, Los Ángeles y Washington.

## Grabaciones
Ha participado en la grabación de más de 50 CDs, DVD y emisiones de radio. Especial atención debe otorgársele a su participación en la grabación de las cantatas de Johann Sebastian Bach bajo la dirección de John Eliot Gardiner con el ensamble “English Baroque Soloists” (Solistas ingleses barrocos) en 2000.
Participaciones como solista
Trabaja como solista en prestigiosas salas de concierto tales como:
- Carnegie Hall (Nueva York)
- Salle Pleyel (París)
- Barbican (Londres)
- Filarmónica de Berlín
- Concertgebouw (Ámsterdam)
- Art Center (Seúl)
- Tonhalle (Zúrich)
- Alte Oper (Frankfurt)
- Usher Hall (Edimburgo)
- De Doelen (Róterdam)

Ensambles
En 1995 fue nombrada Oboe Solista en el internacionalmente reconocido ensamble “Musica Antiqua Köln” bajo la dirección de Reinhard Goebel. Asimismo ha sido invitada
solista en varios ensambles internacionales como por ejemplo:
- Orquesta barroca de Friburgo (Petra Müllejeans, Gottfried von der Goltz), Alemania
- Collegium 1704 (Vaclav Luks), República Checa
- Le cercle de l'harmonie (Jérémie Rhorer), Francia
- Concerto Copenhagen (Lars Ulrik Mortensen), Dinamarca
- Orquesta Barroca de Ámsterdam (Ton Koopman), Países Bajos
- Laura Soave (Sergio Azzolini), Italia.

Participaciones en festivales
- Festival de Salzburgo
- Boston Early Music Festival
- Festival Sanssouci
- Praga - Spring International Music Festival
- Festival de Saintes
- Bachwoche Ansbach
- Göttingen International Händel Festival